# Cal Baldric
Cal Baldric és un edifici del municipi de Toses (Ripollès) que forma part de l'Inventari del Patrimoni Arquitectònic de Catalunya.

## Descripció
Neix a la història l'any 839 amb el nom de Neuano. L'any 1207 el senyor d'aquest poble, Huc de Nevà, feia jurament feudal a Ramon de Ribes pels castells de Segura i Ribes. Trobem a Cal Baldrich, influències del segle xviii en l'adopció de la balconada, element amb referències urbanes, semblant al motllurat de la cornisa.

## Història
El poble de Nevà és l'únic que es troba a la banda oposada a la Vall o pendent nord. El poblet presideix una vall gerda, a 1207m d'alçada. Una pista d'uns 4 km l'uneix amb Planoles. Històricament estigué sempre unit a Toses, però gaudia d'autonomia parroquial plena, i és d'un origen tan antic com el de Toses.